# Robin DR-200
Le Robin DR-200 est un avion léger de la société Centre-Est Aéronautique.

## Versions
- DR-200
- DR-250 Capitaine
- DR-250 B
- DR-220 2+2
- DR-220 A 2+2
- DR-220 AB 2+2
- DR-221 Dauphin
- DR-221 B
- DR-253 Régent : premier train tricyle
- DR-253 B